# Nati nel 1633
| Questa pagina contiene informazioni ricavate automaticamente dalle voci biografiche con l'ausilio del template Bio e di un bot. L'aggiornamento è periodico e automatico e ricostruisce completamente la pagina. Se manca una persona in questa lista, sei pregato di non aggiungerla, ma accertati piuttosto che la sua voce biografica contenga il template Bio e che i dati anagrafici siano correttamente compilati. Se il template Bio manca, inseriscilo tu stesso o, in alternativa, metti l'avviso {{tmp\|Bio}} che ne segnala la mancanza. Se i dati riportati sono sbagliati, correggi direttamente la voce biografica; le modifiche saranno visibili in questa lista entro pochi giorni. Per chiarimenti vedi il progetto biografie. La lista contiene solo le 78 persone che sono citate nell'enciclopedia e per le quali è stato implementato correttamente il template Bio. Pagina aggiornata al 31 ago 2024. |

## Gennaio(4)
- 19 gennaio - Francesco Martelli, cardinale e patriarca cattolico italiano († 1717)
- 24 gennaio - Girolamo Borgia il giovane, scrittore, poeta e vescovo cattolico italiano († 1683)
- 31 gennaio - Nathaniel Crew, III barone di Crew, vescovo anglicano britannico († 1721)
- 31 gennaio - Federigo Nomi, presbitero, poeta e latinista italiano († 1705)

## Febbraio(4)
- 23 febbraio - Jacopo Antonio Morigia, cardinale e arcivescovo cattolico italiano († 1708)
- 23 febbraio - Charles Patin, medico, chirurgo e numismatico francese († 1693)
- 23 febbraio - Samuel Pepys, politico e scrittore inglese († 1703)
- 26 febbraio - Gustavo Adolfo di Meclemburgo-Güstrow, duca († 1695)

## Marzo(7)
- 2 marzo - Eugenio Maurizio di Savoia-Soissons, nobile francese († 1673)
- 6 marzo - Marcello Durazzo, cardinale e arcivescovo cattolico italiano († 1710)
- 7 marzo - Giovanni Battista Volpato, pittore e critico d'arte italiano († 1706)
- 17 marzo - Alessandro Marchetti, matematico, astronomo e traduttore italiano († 1714)
- 26 marzo - Mary Beale, pittrice inglese († 1699)
- 30 marzo - Miron Costin, politico e storico moldavo († 1691)
- 30 marzo - Federico II d'Assia-Homburg, nobile tedesco († 1708)

## Aprile(4)
- 10 aprile - Werner Fabricius, compositore e organista tedesco († 1679)
- 13 aprile - Giovanni Giustino Ciampini, storico, matematico e giornalista italiano († 1698)
- 19 aprile - Willem Drost, pittore olandese († 1659)
- 20 aprile - Go-Kōmyō, imperatore giapponese († 1654)

## Maggio(4)
- 8 maggio - Carlo Eugenio d'Arenberg, nobile belga († 1681)
- 14 maggio - Bonifazio Rangoni, politico italiano († 1696)
- 15 maggio - Sébastien Le Prestre de Vauban, generale francese († 1707)
- 16 maggio - Domenico Federici, religioso, diplomatico e letterato italiano († 1720)

## Giugno(4)
- 1º giugno - Geminiano Montanari, astronomo e matematico italiano († 1687)
- 16 giugno - Jean de Thévenot, viaggiatore, naturalista e botanico francese († 1667)
- 19 giugno - Philipp van Limborch, teologo olandese († 1712)
- 27 giugno - Augusta di Schleswig-Holstein-Sonderburg-Glücksburg, principessa danese († 1701)

## Settembre(2)
- 4 settembre - Pieter Cornelis Verhoek, pittore, scultore e poeta olandese († 1702)
- 8 settembre - Ferdinando IV d'Asburgo, re († 1654)

## Ottobre(8)
- 4 ottobre - Antonio Ulrico di Brunswick-Wolfenbüttel, nobile, scrittore e poeta tedesco († 1714)
- 4 ottobre - Bernardino Ramazzini, medico, scienziato e scrittore italiano († 1714)
- 14 ottobre - Giacomo II d'Inghilterra, re († 1701)
- 15 ottobre - Vitale Giordano, matematico italiano († 1711)
- 17 ottobre - Brigida Pico della Mirandola, politica italiana († 1720)
- 19 ottobre - Benedetto Gennari junior, pittore italiano († 1715)
- 19 ottobre - Rannuzio Pallavicino, cardinale e scrittore italiano († 1712)
- 28 ottobre - Antonio Magliabechi, letterato italiano († 1714)

## Novembre(2)
- 11 novembre - George Savile, I marchese di Halifax, politico e scrittore inglese († 1695)
- 26 novembre - Elisabeth Sophia Gyldenløve, nobile danese († 1654)

## Dicembre(2)
- 20 dicembre - ʿAbbās II, sovrano persiano († 1666)
- 26 dicembre - Ernst von Trautson, vescovo cattolico austriaco († 1702)

## Senza giorno specificato(37)
- Gerasimo II di Alessandria, arcivescovo ortodosso greco († 1714)
- François Andreossy, ingegnere francese († 1688)
- Charles Emmanuel Biset, pittore fiammingo
- Giovanni Bittante, pittore, stuccatore e decoratore italiano († 1678)
- Paolo Silvio Boccone, botanico italiano († 1704)
- Agostino Bonisoli, pittore italiano († 1700)
- Pieter Borsseler, pittore olandese († 1687)
- Giuseppe Caiola, teologo e gesuita italiano († 1701)
- Joseph Chabanceau de La Barre, organista e compositore francese († 1678)
- Giulio Cirello, pittore italiano († 1709)
- Domenico Maria Corsi, cardinale e vescovo cattolico italiano († 1697)
- Girolamo Marcello De Gubernatis, diplomatico italiano († 1713)
- Jean-Nicolas Geoffroy, compositore, clavicembalista e organista francese († 1694)
- Mademoiselle Du Parc, attrice teatrale e ballerina francese († 1668)
- Catharina Regina von Greiffenberg, scrittrice austriaca († 1694)
- Johann Heinrich Heidegger, teologo svizzero († 1698)
- Wespazjan Kochowski, storico, filosofo e poeta polacco († 1700)
- Adrian Koerbagh, giurista e filosofo olandese († 1669)
- Domenico Melani, cantante italiano († 1690)
- Saverio Musmeci, ingegnere italiano († 1691)
- Palamedes Palamedesz II, pittore e decoratore olandese († 1705)
- Gian Domenico Partenio, compositore, cantante e presbitero italiano († 1701)
- Michele Perrone, scultore italiano († 1693)
- Giovanni Francesco Radicati di Passerano, nobile italiano († 1717)
- Isaac Sailmaker, pittore olandese († 1721)
- José Sanz de Villaragut, vescovo cattolico spagnolo († 1698)
- Alessandro Segni, politico e diplomatico italiano († 1697)
- Nicholas Spencer, mercante e politico inglese († 1689)
- Emilio Taruffi, pittore italiano († 1696)
- Antonio Tibaldi, pittore italiano († 1684)
- Jacobus Tollius, letterato olandese († 1696)
- Lorenzo Trotti, arcivescovo cattolico italiano († 1700)
- Willem van de Velde il Giovane, pittore olandese († 1707)
- Jan de Visscher, incisore, disegnatore e pittore olandese († 1692)
- Lambert de Visscher, incisore e disegnatore olandese († 1690)
- Marcantonio Zollio, vescovo cattolico italiano († 1702)
- Gabrielle de Rochechouart de Mortemart, nobildonna francese († 1693)